# Senkō (canción de A9)
«Senkō» (閃光) es el décimo quinto sencillo lanzado por la banda de J-Rock A9. Salió al mercado el 25 de agosto de 2010, aproximadamente un año después de su último lanzamiento, el sencillo Hana. Fue lanzado tipo A, B y edición limitada. Las versiones tipo A y B son CD+DVD con un video oficial de la canción.

## Canciones

### Edición limitada
1. "Senkō" (閃光) – 4:18
2. "Le Grand Bleu" – 4:00

### Tipo A
1. "Senkō" (閃光) – 4:18
2. "Le Grand Bleu" – 4:00
3. "Solar Eclipse" – 4:18
4. "Namida no aru basho (涙の在る場所) – 4:45

### Tipo B
1. "Senkō" (閃光) – 4:18
2. "Le Grand Bleu" – 4:00
3. "RAINBOWS" Live at Zepp Tokyo
4. "Blue Planet" (ブループラネット)Live at Zepp Tokyo

- Datos: Q9076007